# Sami Sankari
Sami Sankari (né à Alep le 5 mars 1944) est l'un des anciens musiciens et compositeurs syrien d'Alep. Il fut pendant 50 ans l’origine du succès de la plupart des chanteurs d'Alep en donnant des cours de solfège et de luth (oud)